# Synagogue de Saint-Avold
La synagogue de Saint-Avold est un lieu de culte juif situé à l’angle de la rue des Américains et de la rue de la Mertzelle, près de la place Paul-Collin à Saint-Avold en Moselle. Elle succède à une synagogue plus ancienne disparue construite à proximité.

## Contexte

### La place des Juifs à Saint-Avold
On ne possède aucun document permettant de dater avec précision l’implantation de la communauté juive de Saint-Avold. L’implantation de Juifs dans la région est ancienne et leur présence est signalée dès la fin du IVe siècle. L’abbaye de Saint-Nabor devint très rapidement, grâce à des privilèges et donations, un gros propriétaire foncier et eut besoin de faire du commerce pour valoriser les produits de ses terres. On peut penser que les abbés attirèrent des Juifs à Saint-Avold pour servir d’intermédiaires de commerce dès le début du Moyen Âge. On peut d’ailleurs noter que les Juifs ont toujours résidé à l’intérieur de l’enceinte fortifiée de la cité, les abbés tenant certainement à protéger, mais aussi à contrôler les Juifs qui faisaient le commerce pour leur compte.
La première preuve formelle de la présence juive à Saint-Avold est une lettre de protection de l’évêque Conrad Bayer de Boppart, seigneur de Saint-Avold, datée du 27 juin 1455 et qui autorise Sara, veuve de Gumprecht et ses domestiques à résider et à circuler librement dans la ville. Au XVIe siècle, plusieurs familles juives vivent à Saint-Avold dont celle du célèbre chirurgien Abraham et celle de Samuel Eliakim, ancêtre judéo-lorrain de la mère de Marcel Proust.
Cette situation de relative tolérance devait se terminer en 1625, date à laquelle les Juifs de Saint-Avold furent expulsés à la demande de la bourgeoisie de la ville, à la suite du rattachement au duché de Lorraine qui leur était peu favorable. Leur retour fut permis à la suite des misères induites par la guerre de Trente Ans pour la période de 1633 à 1660 et les Juifs participèrent activement à la reconstruction de la ville. La princesse de Phalsbourg, Lixheim et Saint-Avold Henriette de Lorraine leur était particulièrement favorable. Une ordonnance épiscopale de 1660 renouvelant une ordonnance de l’évêché de Metz de 1631, autorise les sages-femmes chrétiennes de l’archiprêtré de Saint-Avold à porter assistance aux parturientes Juives mais ne leur permet pas de porter les enfants à la circoncision.
L’arrivée au pouvoir du duc de Lorraine Léopold Ier en 1697 modifia à nouveau la situation des Juifs de Saint-Avold et de nombreuses familles partirent s’établir à Metz sous la protection des Trois-Évêchés. Durant le XVIIIe siècle, les Juifs participaient activement au grand marché de bestiaux de la ville sous la protection des autorités, face à un antisémitisme latent. En 1786, le bénédictin Dom Chais de l’abbaye de Saint-Nabor de Saint-Avold rédige un mémoire répondant à la question « … est-il des moyens de rendre les Juifs plus utiles et plus heureux en France ? » destiné à l’Académie royale de Metz qui est une œuvre de haine et de préjugés. La Révolution française leur accorda en 1791 finalement l’égalité des droits.
La plaquette des Journées européennes de la culture juive du dimanche 4 septembre 2011 nous apprend que :
« […] Le décret de Napoléon, pris à Bayonne le 28 juillet 1808, obligea les citoyens de confession israélite à se doter définitivement d’un patronyme et à le déclarer à l’état civil de leur lieu de résidence. Ainsi, 53 Israélites sont enregistrés à la mairie de Saint-Avold, au cours de l’année 1808. Outre un médecin, un chirurgien et un fonctionnaire, la plupart d’entre eux étaient actifs dans le commerce. La population juive naborienne croît dès lors sensiblement, notamment à partir de 1871 avec l’arrivée d’Allemands, à la suite de l'intégration de la Moselle dans l’Empire germanique. Elle s’élève à 159 personnes en 1900. […] Dès l’entrée des nazis en France en juin 1940, les Juifs sont l’objet des persécutions que l’on sait. La communauté naborienne paya un lourd tribut à cette barbarie avec 44 de ses membres morts en déportation. À la Libération, les survivants de la communauté reprirent progressivement leurs activités et contribuèrent au redressement de l’économie locale. En 2008, la communauté juive de Saint-Avold compte environ 120 membres dont les trois quarts résident dans l’agglomération. ».
La communauté juive de Saint-Avold entretenait d'excellentes relations avec les synagogues voisines dont la Synagogue de Merlebach (1961-2000), aujourd'hui désaffectée par suite de la désagrégation de la communauté juive de Freyming-Merlebach. Le bâtiment a été vendu par le Consistoire à la Municipalité de cette ville et transformé en habitation.
L'actuel rabbin et ministre du culte de la communauté israélite de Saint-Avold est Claude Rosenfeld.

### Le rôle de la synagogue
Les synagogues sont des lieux de culte juif. Ces édifices possèdent habituellement un sanctuaire, c’est-à-dire un grand hall de prière et de célébration, avec une armoire où sont rangés les Livres de la Torah. Ils peuvent aussi comporter une salle pour les événements communautaires et disposent également de petites pièces réservées à l’étude, voire un Beit midrash (« maison d’étude »). La synagogue est donc devenue également au cours de l’histoire juive, le lieu du Talmud Torah, c’est-à-dire l’enseignement de la tradition juive et de la langue hébraïque.

## Les synagogues de Saint-Avold

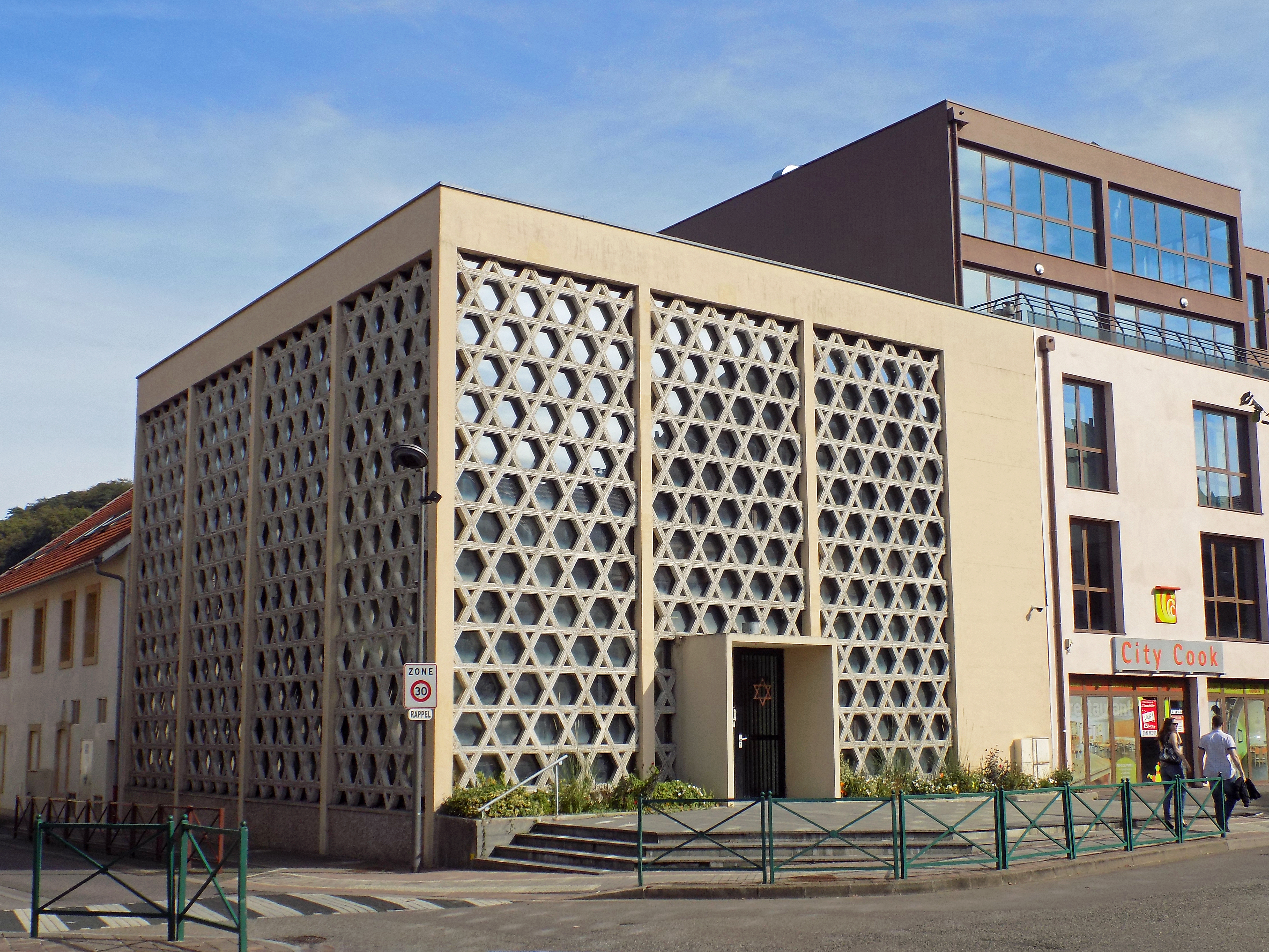
La synagogue de 1956

L’ordonnance épiscopale de 1660 mentionne déjà  l’existence d’une synagogue à Saint-Avold.
Une ancienne synagogue avait été mise en service bien avant 1817, le local était loué à un propriétaire qui décida de vendre la maison.
Un immeuble incendié situé rue des Anges fut alors acquis par trois membres de la communauté juive de Saint-Avold (David Elli, Salomon Nathan et Salomon Friburg) et restauré par leurs soins. Un des niveaux de l’immeuble était alors mis à disposition de la communauté pour servir de synagogue en juin 1824.
Une nouvelle synagogue fut construite à l’emplacement de cet immeuble dès 1825 sur autorisation préfectorale. Menaçant ruine, elle fut reconstruite de 1858 à 1860 avec l’aide d’une subvention de la ville souhaitée par le maire Charles Joseph Spinga. L’architecte Jeannin en conçu la façade. En 1871, le siège rabbinique de Saint-Avold est réorganisé par l'autorité impériale allemande et divisé en deux rabbinats: Boulay et Saint-Avold. Le ministre-officiant est rémunéré et touche une indemnité de logement versée par l'administration. Après 1918 et le retour de l'Alsace-Moselle à la France, la communauté perd certains membres d'origine allemande. La synagogue est rénovée de 1922 à 1923. La synagogue rénovée fut inaugurée par le grand rabbin de Metz Nathan Netter le 19 avril 1923. Saccagée et profanée par les nazis en 1940 elle fut transformée en remise des pompiers sous le nom de Spritzenhaus avant d’être détruite.
On procéda alors à la construction (à quelques mètres de l’ancien emplacement) d’une nouvelle synagogue achevée en 1956. Conçue par l’architecte messin Roger Zonca et le bureau d'études Constructa, elle est située à l’angle de la rue des Américains et de la rue de la Mertzelle près de la place Paul Collin. La synagogue est ouverte au culte. Dans le cadre des Journées européennes de la culture juive, la synagogue de Saint-Avold accueille ponctuellement des concerts. La nouvelle synagogue de Saint-Avold a été incendiée et vandalisée la nuit du 31 août 1992 et a été soigneusement restaurée.

## Description de la nouvelle synagogue

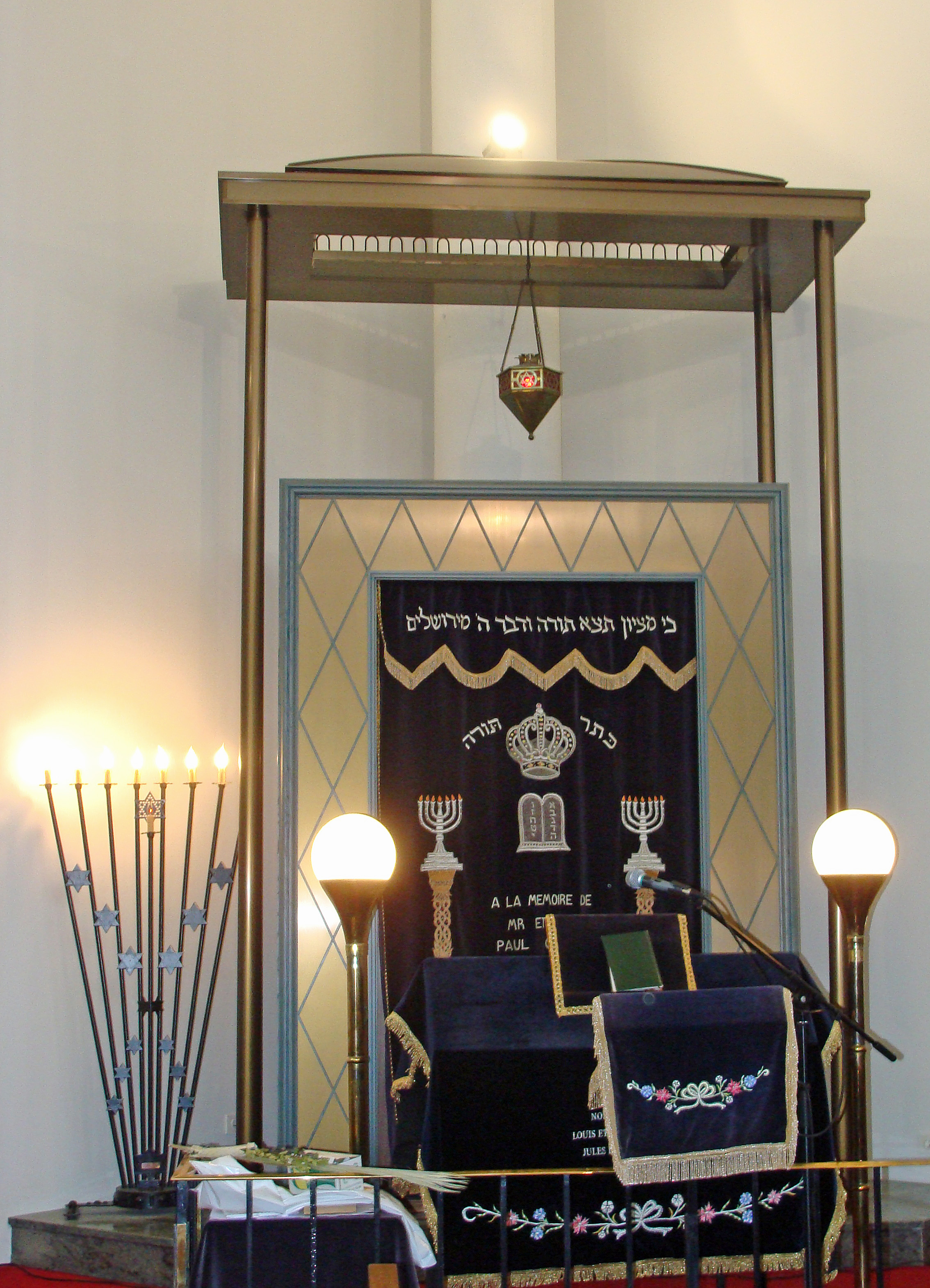
Synagogue de Saint-Avold, Arche sainte (ארון קודש (Aron kodesh).

D’un style résolument moderne, elle est de forme cubique. Ses deux façades vitrées sont recouvertes d’un treillis en béton sous forme d’un réseau d’étoiles de David. Deux étoiles de David se retrouvent sur la porte d'entrée faite de métal ajouré. L’intérieur très lumineux est également éclairé d’une coupole circulaire ornée d’une étoile de David. Cette coupole, actuellement de couleur blanche, était peinte à l'origine en couleur bleu céleste.
La disposition intérieure présente une galerie réservée aux femmes.  Les bancs réservés aux hommes sont orientés en direction de Jérusalem et font face à l’estrade et au tabernacle appelée en hébreu ארון קודש (aron kodesh), c’est-à-dire l’Arche sainte. On y conserve les rouleaux de la Torah. Face à l’Arche sainte se trouve un pupitre de bois appelé bimah (hébreu בימה) qui permet la lecture de la Torah durant les offices. L’Arche sainte est surmontée d’une lampe allumée en permanence (signe de la présence divine). À ses côtés se trouve un chandelier à sept branches de facture moderne.  L’Arche sainte est fermée d’un rideau  brodé qui représente les tables de la Loi surmontées d’une couronne et encadrées par deux chandeliers à sept branches portés par deux colonnes.

## Cimetières
Dans le cadre de la religion juive, l'inhumation des membres de la communauté suit les préceptes de la Halaka. Un mort doit pouvoir reposer à tout jamais dans le sol où il est enterré. L'intégrité de sa tombe doit être respectée et le cimetière est un lieu sacré.
Un cimetière israélite a été ouvert en 1902 pour remplacer celui d’Hellering. On y trouve un monument aux morts érigé en souvenir des 44 déportés de la communauté juive de Saint-Avold. Ce monument, œuvre de R. Sounillac, marbrier sculpteur à Fontaines-sur-Saône, a été inauguré par Robert Schuman le 26 septembre 1954.
Deux cents tombes juives portant l’étoile de David se trouvent au sein du cimetière américain. Un mémorial multiconfessionnel accorde une possibilité de recueillement aux personnes juives de passage. On y trouve une plaque en mosaïque posée en mémoire des soldats juifs inhumés dans le cimetière.

### Les déportés Juifs originaires de Saint-Avold et de sa communauté

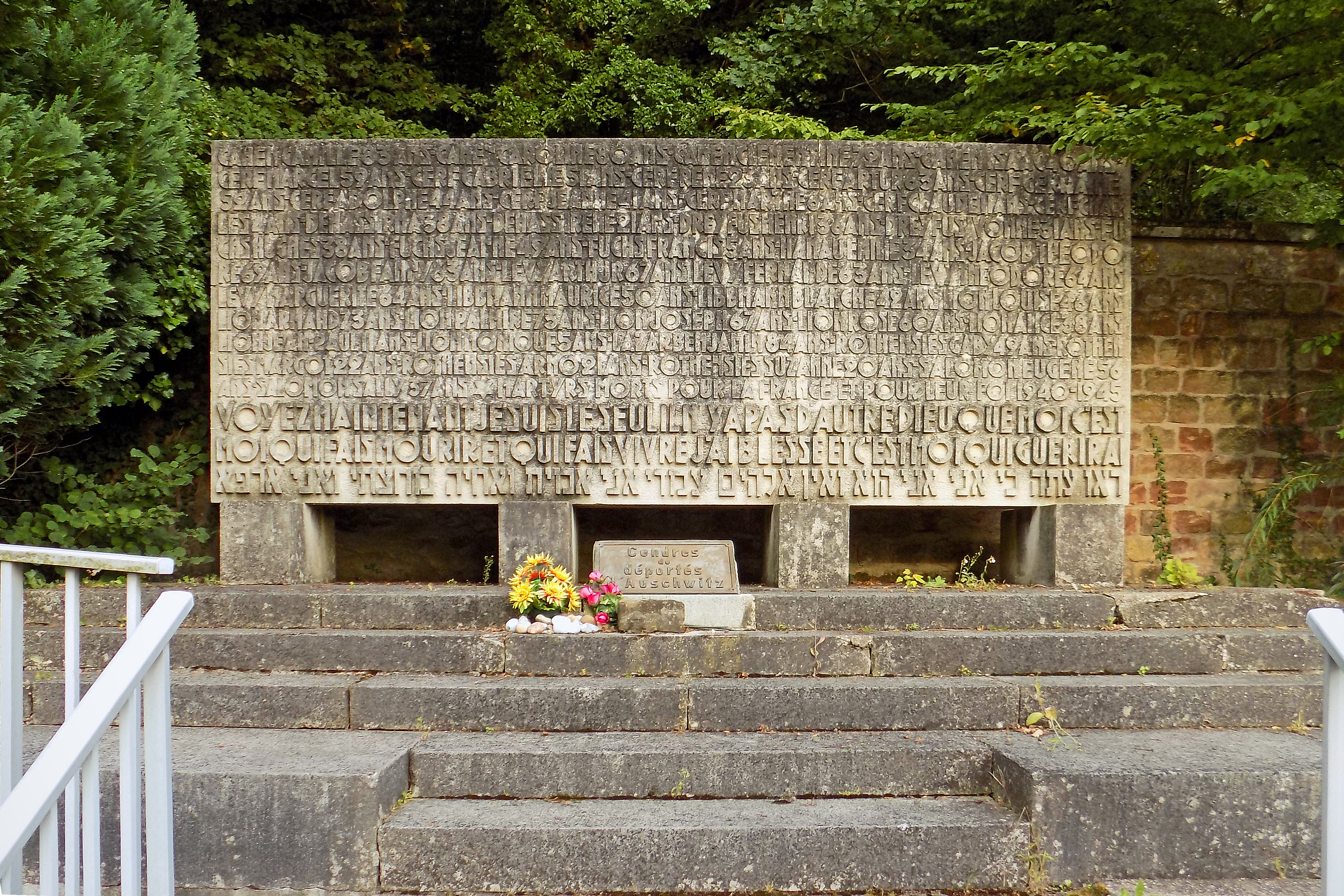
Monument aux morts du cimetière israélite dédié aux 44 victimes naboriennes de la Shoah.

44 noms de déportés de la communauté juive naborienne sont inscrits sur le monument commémoratif du cimetière israélite de Saint-Avold.
D'autres personnes ayant fait partie de la communauté juive de Saint-Avold ont été déportées et exterminées à Auschwitz et dans les camps de la mort:
- Louise Laure Marie Bloch, née Lévy est née le 15 juin 1858 au domicile de ses parents à Carling. Louise Laure Marie fréquente ainsi que ses parents l'ancienne synagogue de Saint-Avold . Son père Joseph Lévy est ingénieur des Mines et directeur des travaux des Houillères de Carling et sa mère Justine, née Lévi, est sans profession. À l'âge de treize ans, Louise Laure Marie part se réfugier à Paris avec sa famille au moment de l'occupation de 1870-1918 puis épouse plus tard Richard Bloch, ancien chef de l'Exploitation de la Compagnie du Chemin de Fer Paris-Orléans dont elle sera veuve. Elle quitte son domicile situé au 103, boulevard Malesherbes à Paris (8e) pour s'installer à Nice puis va suivre pour raisons de santé une cure à Néris-les-Bains en 1942. Elle reçoit comme beaucoup de juifs de l'Allier, une lettre du préfet datée du 27 août 1942 lui notifiant sa mise en demeure d'avoir à quitter le département et d'être expulsée. Des cas d'exemptions sont prévus. Louise Bloch adresse donc une requête motivée dans laquelle elle exprime sa ferté d'appartenir à une famille juive et française depuis au moins le traité de Westphalie. Elle se considère comme une Lorraine réfugiée au titre de la Guerre de 1870, après laquelle sa famille a abandonné à Carling tout ce qu'elle possédait pour demeurer française, soulignant que pendant ce temps son futur mari gagnait dans les troupes mobiles de l'Yonne la médaille militaire qu'il portait avec trois de ses camarades seulement, quand il est entré à Polytechnique dans la promotion 1872. Il est devenu plus tard Officier de la Légion d'honneur, Ingénieur en Chef des Ponts et Chaussées et Chef de l'Exploitation du Paris-Orléans. Elle dit aussi dans sa requête que de ses trois fils, l'aîné est Officier de la Légion d'honneur au titre militaire avec 4 citations à l'ordre de l'Armée (dont 3 signées du maréchal Pétain). Son second fils est également Officier de la Légion d'honneur avec plusieurs blessures et citations. Son troisième fils enfin est Chevalier de la Légion d'honneur avec plusieurs citations. Elle est arrêtée par la Gestapo de Montluçon dans la rafle du 12 mai 1944 à Néris-les-Bains où elle a pris pension au Splendid Hôtel, puis elle est internée à Vichy. Elle est transférée le 26 mai 1944 dans le camp de Drancy où elle reçoit le matricule no 23255. Malgré son âge avancé, elle fut par son attitude et son action, un modèle d'énergie, de confiance et de résistance. Elle est déportée le 30 mai 1944 de Drancy au camp de concentration d'Auschwitz par le convoi no 75. Elle décède le 4 juin 1944 à Auschwitz selon l'état civil de L'Hôpital / Carling et le Journal Officiel no 218 du 20 septembre 1987. Une plaque des déportés morts pour la France au Monument aux Morts de Néris-les-Bains porte son nom[12],[13],[14]. Sa petite-fille France Bloch-Sérazin, fille de l'écrivain Jean-Richard Bloch et de Marguerite Herzog[15], résistante, est déportée en 1942 et décapitée par les nazis en février 1943 à Hambourg. Son époux Frédéric Sérazin, arrêté en février 1940 sous le gouvernement Daladier, est interné à la forteresse de Sisteron en mars 1940 et massacré à Saint-Étienne par la Milice en juin 1944.
- Gérard Libbmann, né le 10 octobre 1931 à Saint-Avold puis résident à Schirrhoffen, déporté à l'âge de 13 ans (convoi n°71, le 13 avril 1944)[16].
- La famille Beni Cahen-Landau de L'Hôpital (Moselle) dont les quatre membres faisaient partie de la communauté juive de Saint-Avold. "...Elle a été déportée par les nazis et n'est jamais revenue des camps de la mort. Cette famille avait un commerce de tissus dans la rue de l'Église (à L'Hôpital). La population spitelloise lui portait grande estime, car c'étaient des commerçants honnêtes, aimés et appréciés de tous..." (Revue du Cercle d'Histoire de L'Hôpital et de Carling Entre Lauter et Merle n°14, juillet 2001, page 28). Cette famille était composée de : Benjamin Landau (dit Beni Cahen-Landau) né le 24 février 1882 et mort en déportation le 15 février 1944 ; son épouse Ida Landau née Bonnem le 25 janvier 1887 et morte en déportation le 15 février 1944 ; leur fille Gertrude Landau née le 28 mars 1914 et son époux Ernest David Meyer né le 5 mai 1911, tous deux morts en déportation le 25 juillet 1942[17].

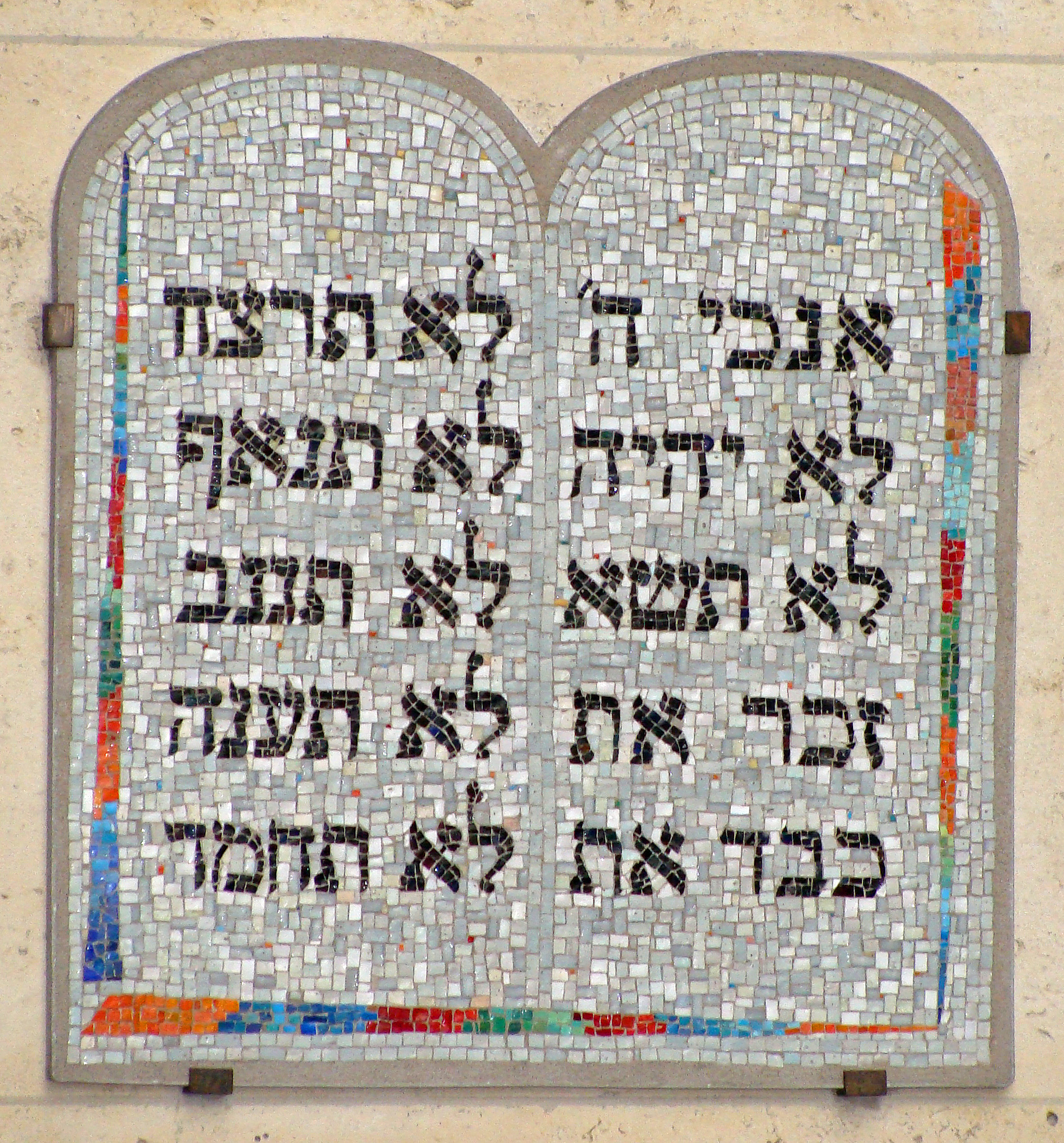
Cimetière américain, mosaïque du mémorial en forme des tables de la Loi.
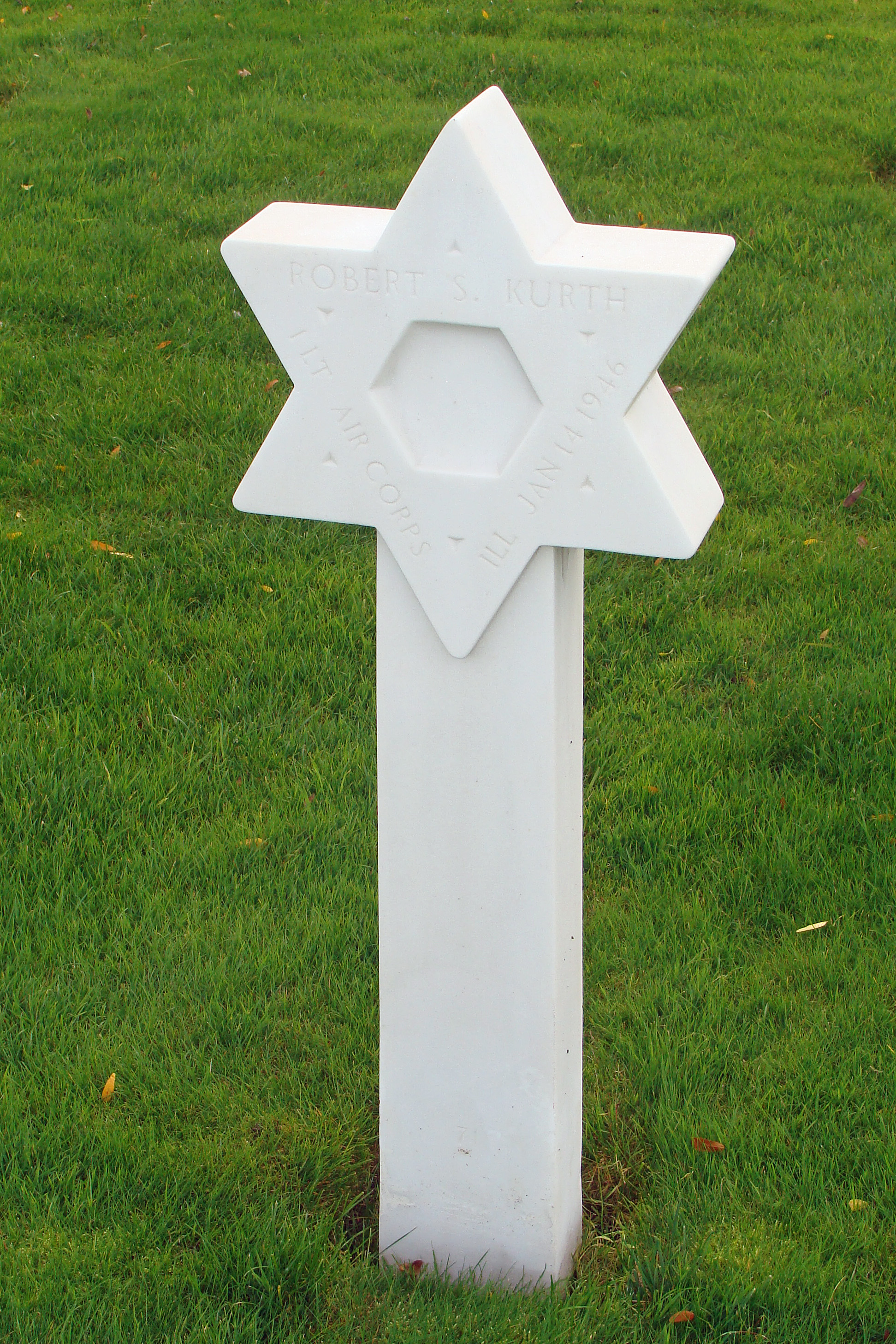
Cimetière américain, tombe du First Lieutenant (Army Air Corps) Robert S. Kurth.

## Ancienne école israélite

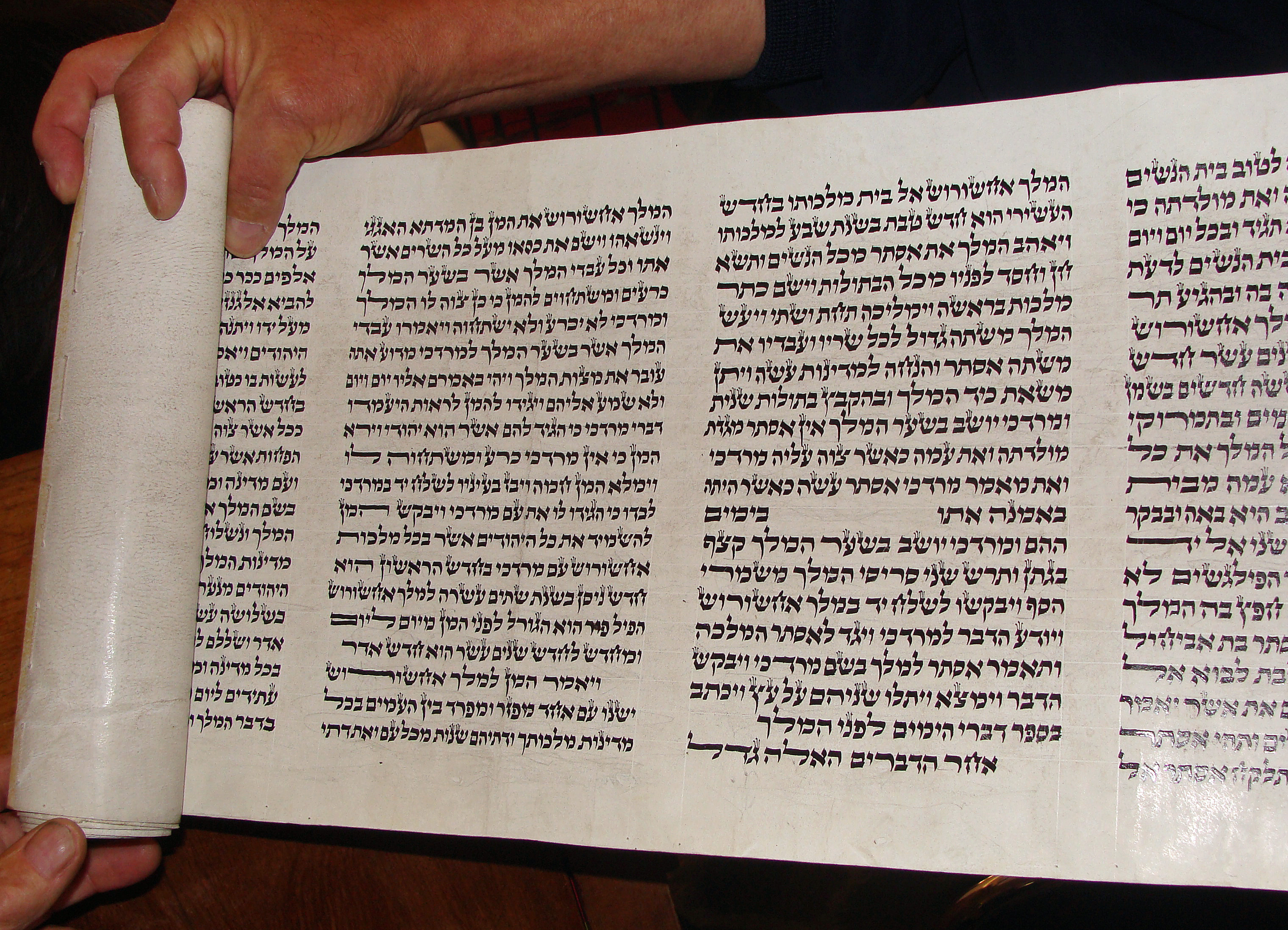
Synagogue de Saint-Avold, textes saints.

Vers 1800, les enfants israélites fréquentaient l'école communale catholique. Il existait en 1831 à Saint-Avold une école primaire israélite privée réglementaire liée à la synagogue, en partie subventionnée par la ville. En 1833 on y comptait un effectif de 12 élèves. En 1852, plus de 20 élèves y étaient scolarisés.
Les Archives israélites nous apprennent que:
" La communauté israélite de Saint-Avold (Moselle) demande un instituteur, chargé spécialement de l'enseiguement de la langue française et des principes élémentaires de la Religion. ll devra, en outre, officier les jours de fête seulement. La place rapporte 1 000 à 1 100 francs et le logement, et elle est susceptible d‘être plus productive. S’adresser à M. Elie fils, délégué communal, à Saint-Avold."
L'école de Saint-Avold se signale par l'étendue des matières enseignées. Elle fut supprimée après 1871 par les autorités allemandes opposées aux écoles confessionnelles. À proximité de Saint-Avold, à Hombourg-Haut et Bas ainsi qu'à Freyming, les élèves étaient scolarisés vers 1833 dans des écoles israélites sans statut, de façon clandestine.

## Photographies de la synagogue

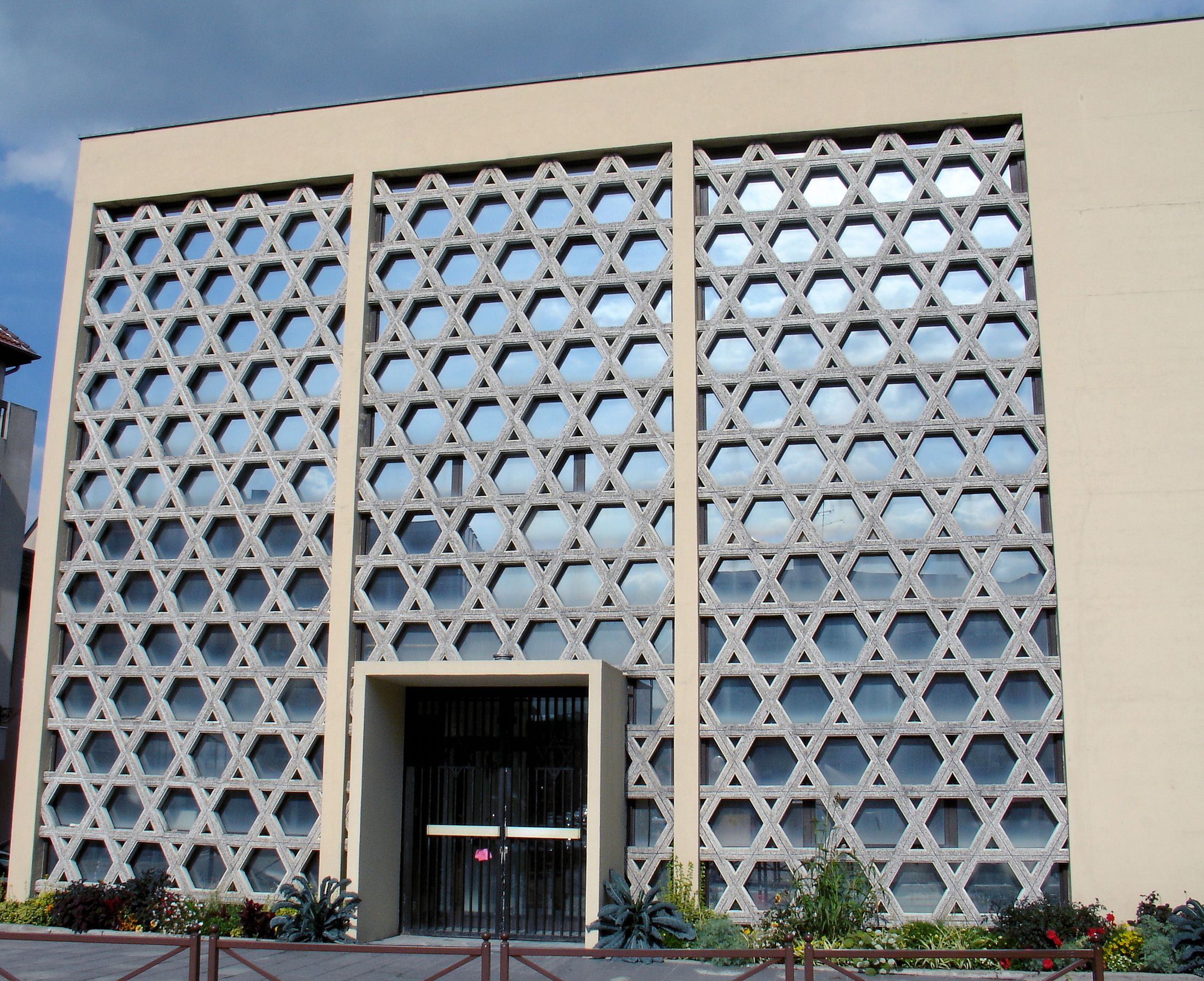
Entrée de la synagogue.
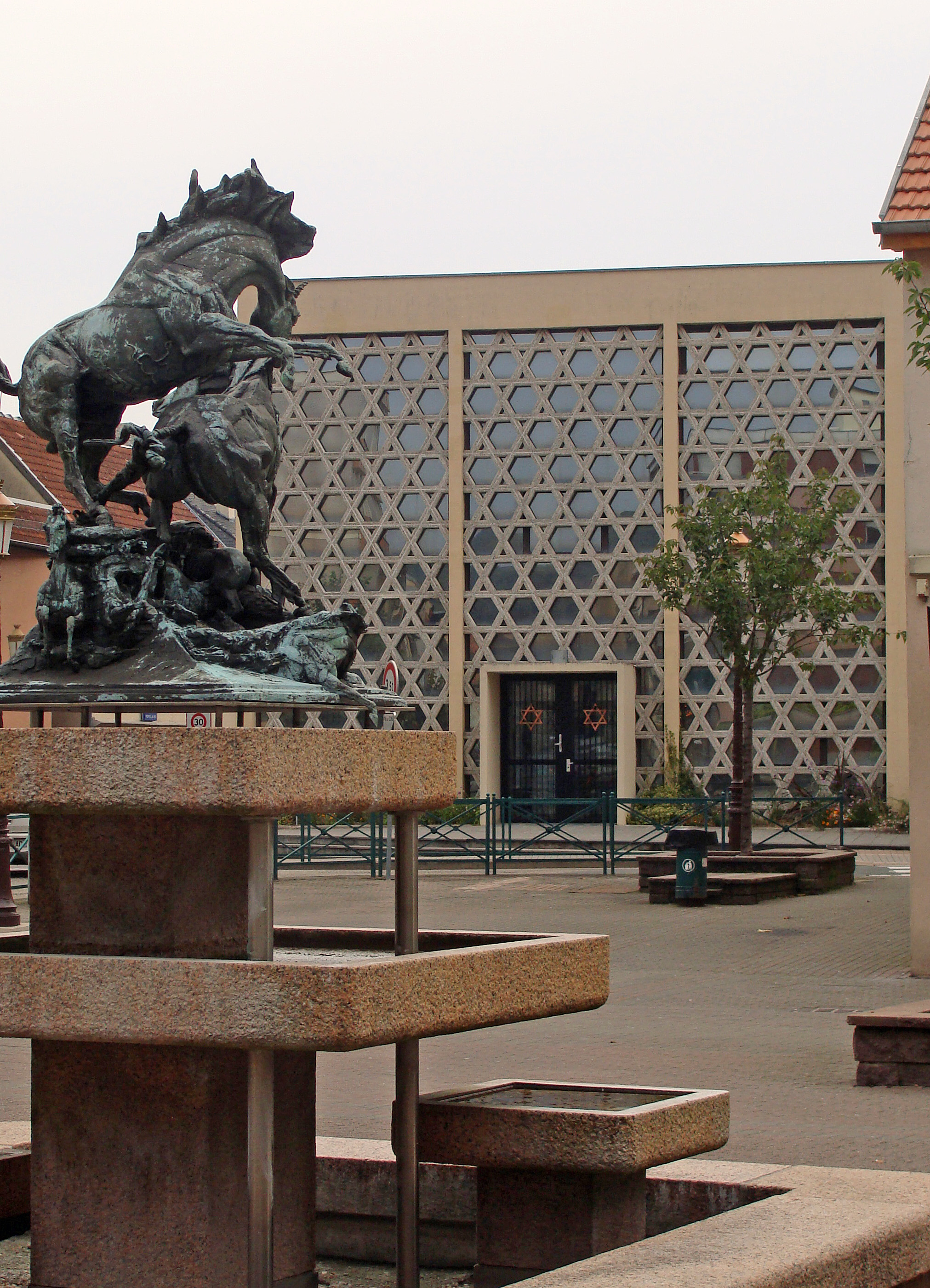
La synagogue vue de la place Paul Collin avec fontaine.
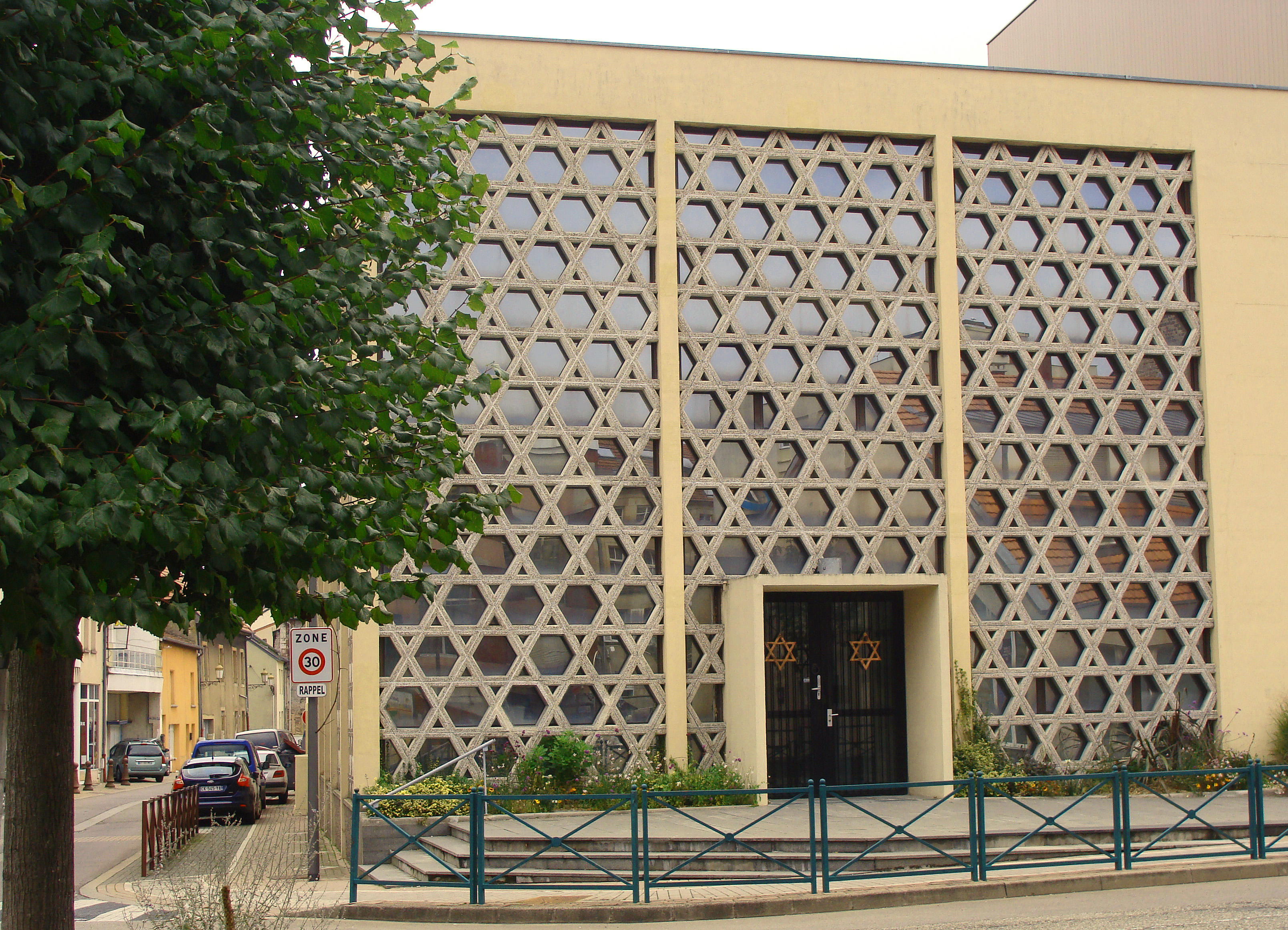
Façade principale de la synagogue.
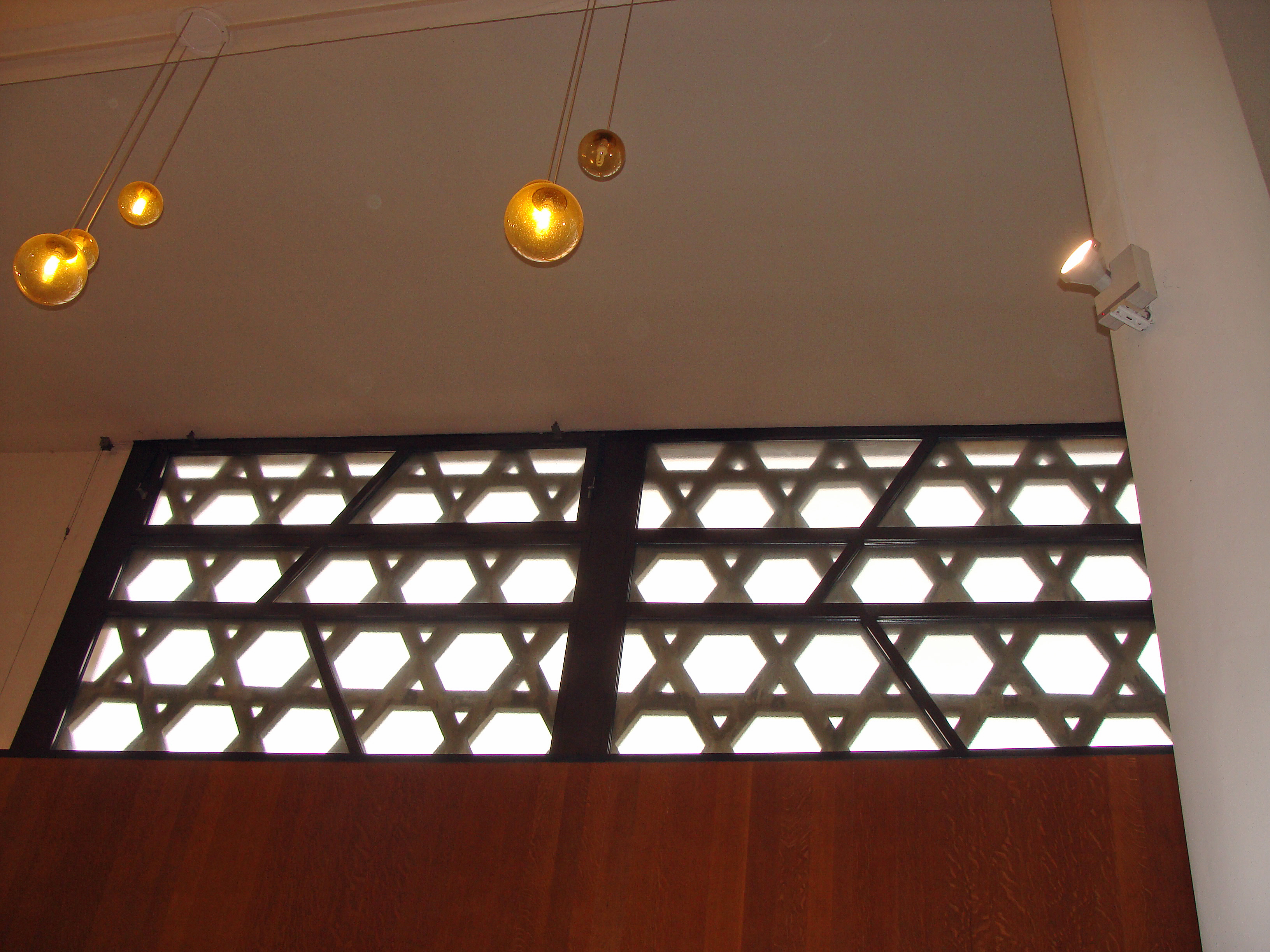
La galerie des femmes (intérieur).
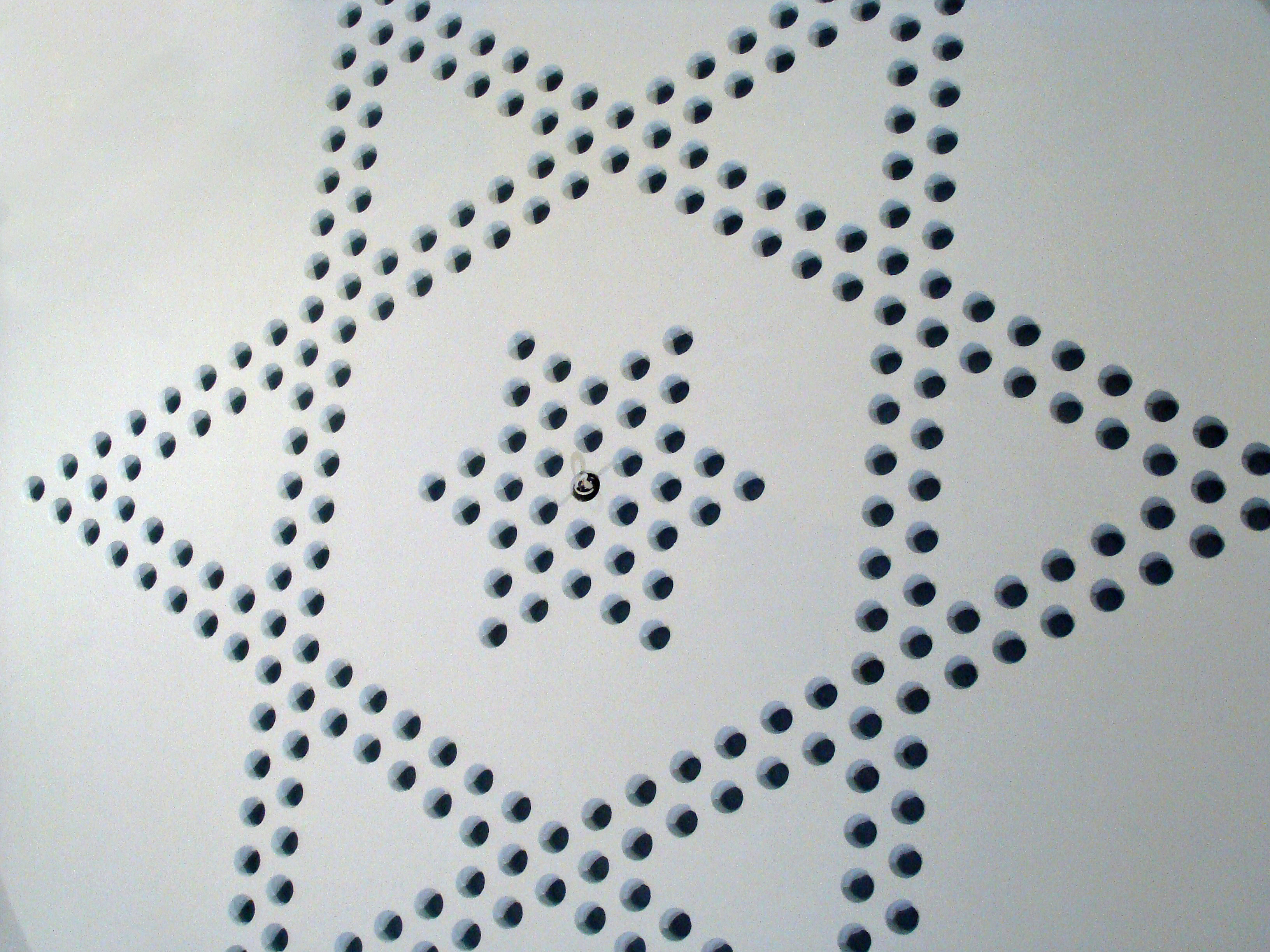
Étoile de David de la voûte intérieure.

## Mobilier

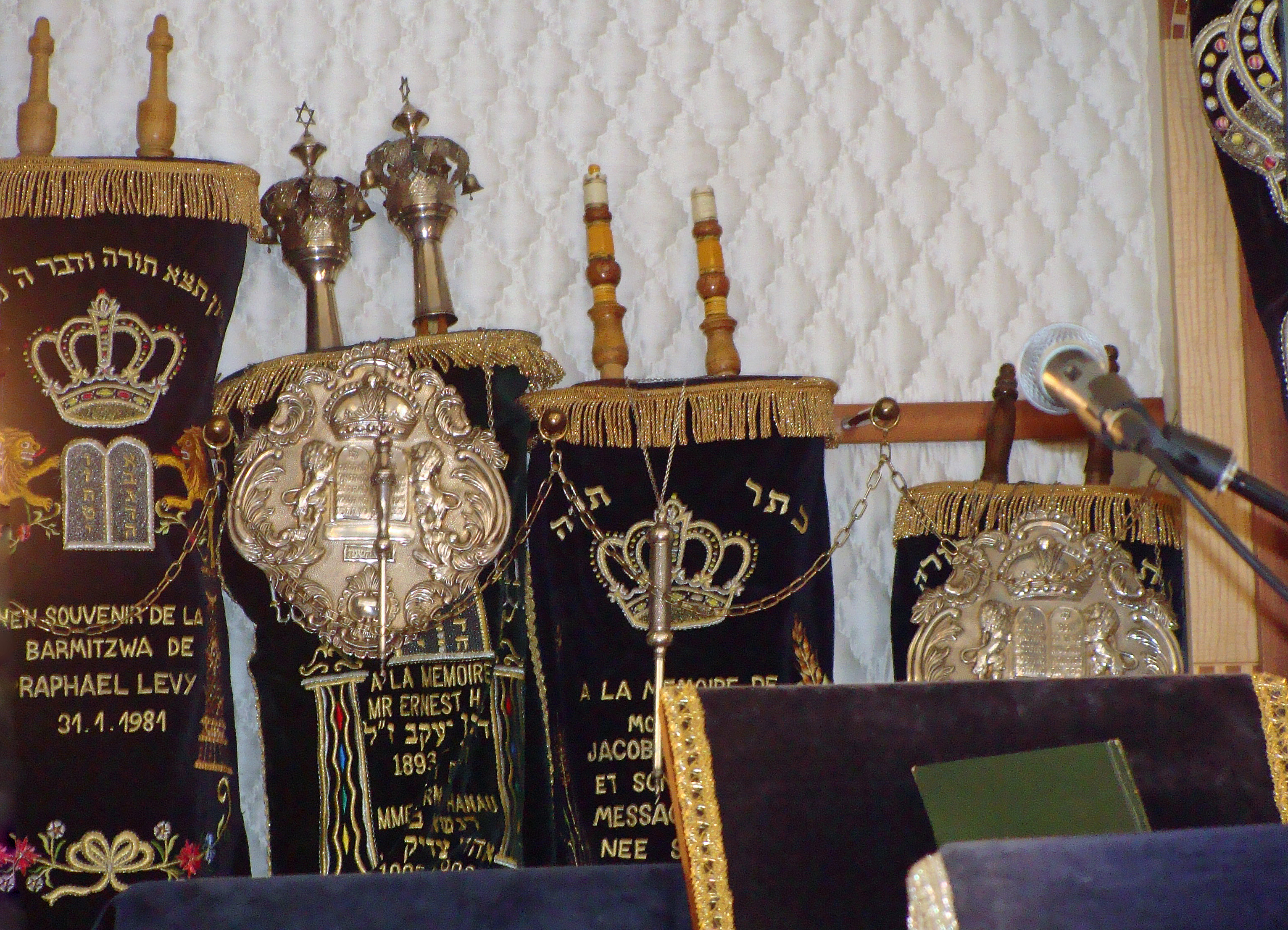
Rouleaux de la Torah.
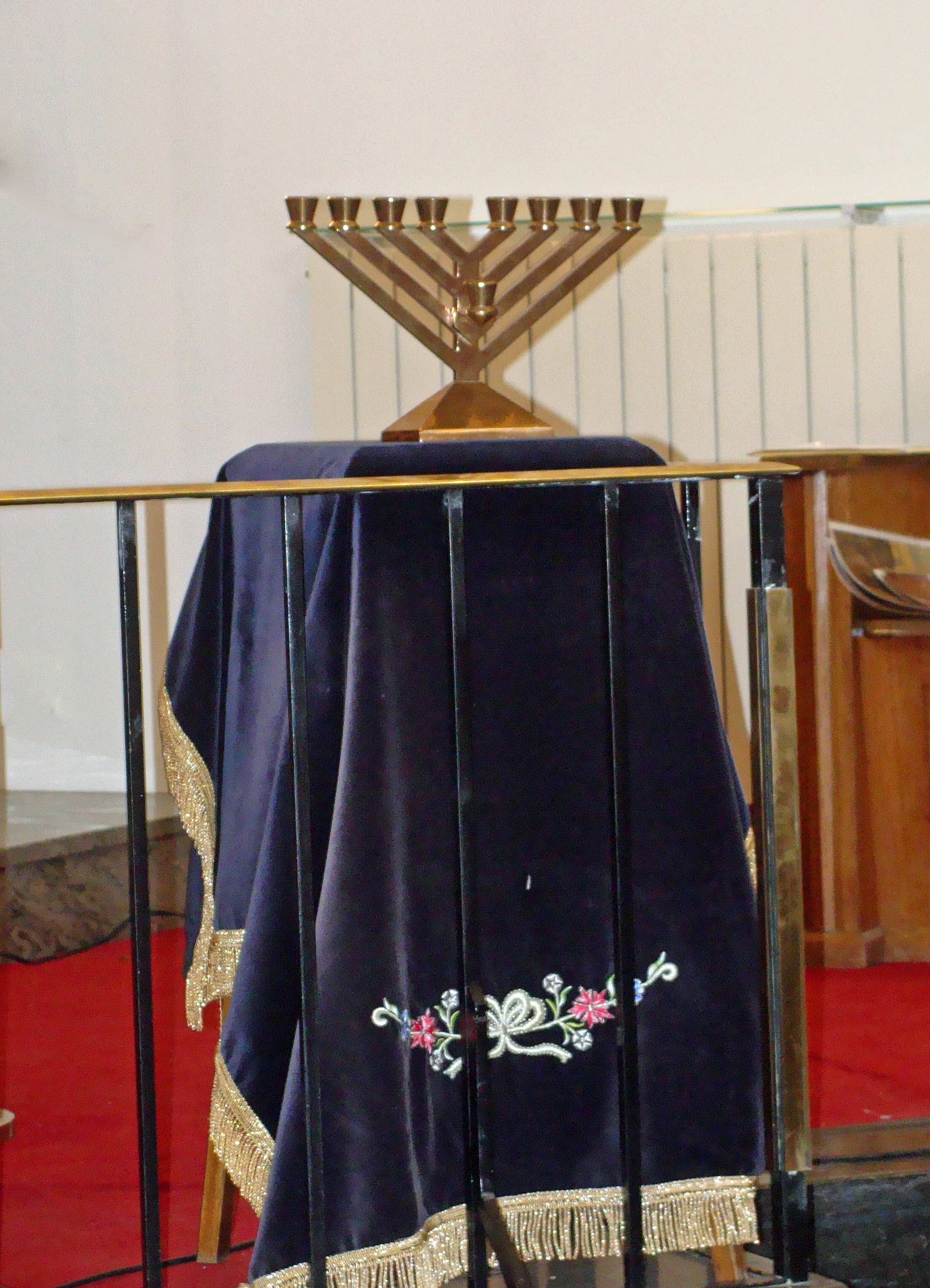
Chandelier de Hanoucca.
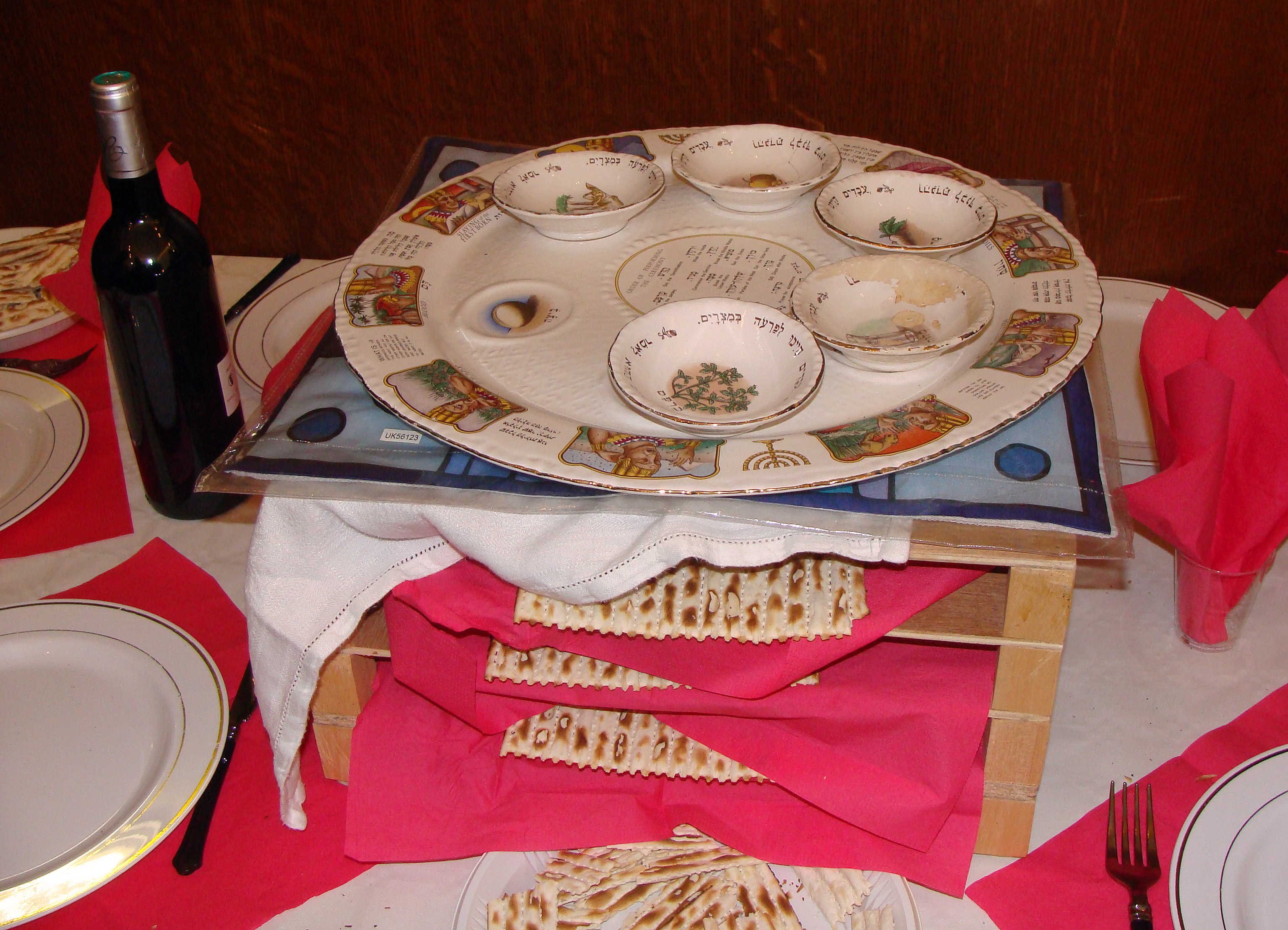
Table du Séder de Pessa'h.
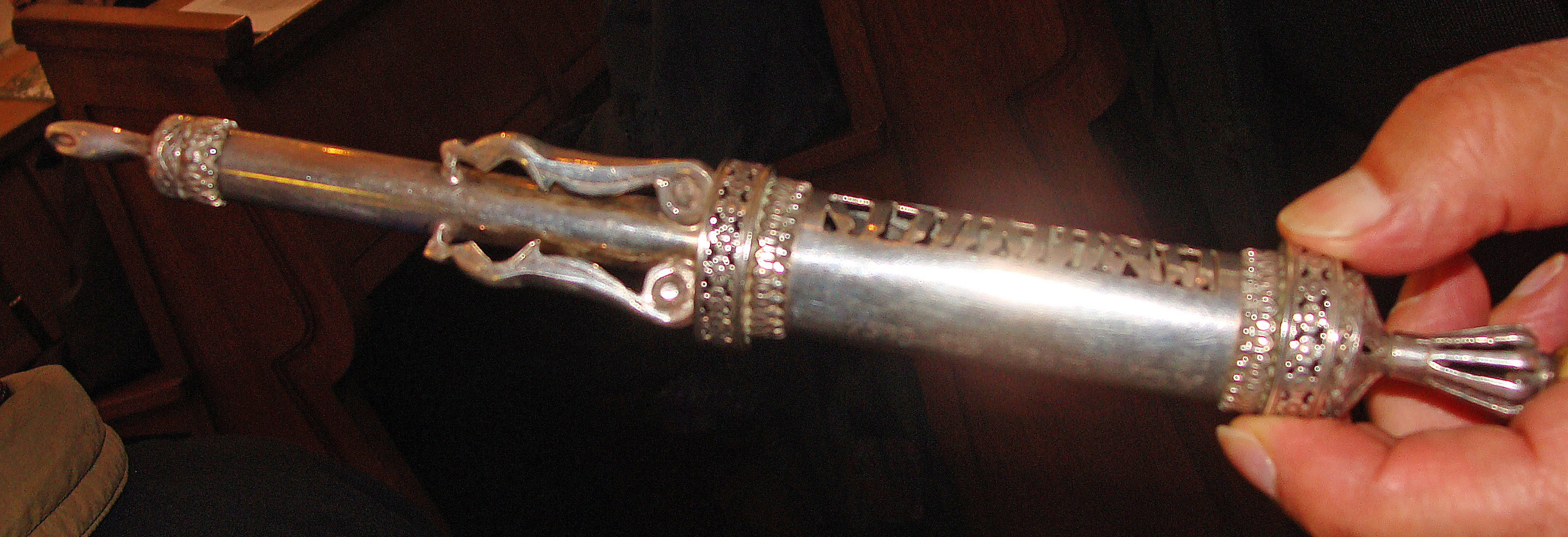
Main de lecture - Yad (אצבע).

## Personnalités issues de la communauté juive de Saint-Avold

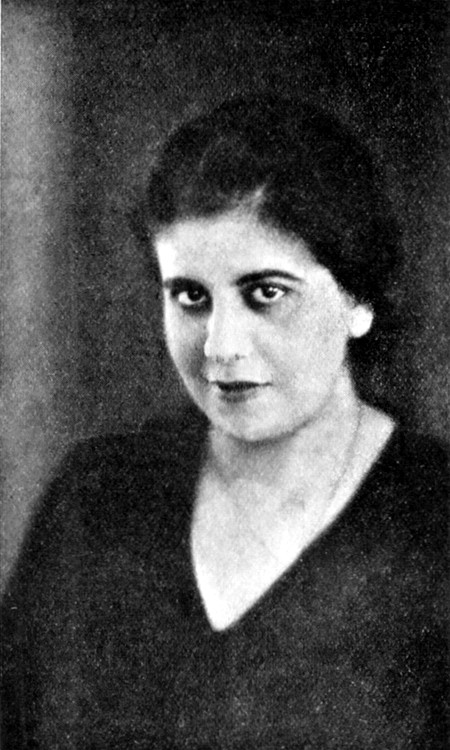
Adrienne Thomas (1897-1980)

- Adrienne Thomas (1897-1980), (pseudonyme de Hertha Adrienne Strauch), célèbre femme de lettres de langue allemande née à Saint-Avold. Auteur en 1933 d’un best-seller : « Catherine soldat », livre antimilitariste condamné par les nazis. Elle meurt à Vienne en Autriche, en 1980. Elle sera réhabilitée par sa ville natale grâce à la création d'un prix attribué par la municipalité depuis février 2004, à de jeunes historiens méritants, travaillant sur Saint-Avold et délivré aux journées Européennes du Patrimoine. Un passage de la gare de Metz porte son nom.
- Alexandre de Saint-Avold, ancien rabbin de la synagogue de Metz et rabbin supérieur de la synagogue de Carpentras. Converti au catholicisme en 1699[21],[22].
- Abraham, célèbre chirurgien naborien du XVIe siècle[4].
- Samuel Eliakim, ancêtre judéo-lorrain de la mère de Marcel Proust (1871-1922)[2].
- Joseph Lévy, ingénieur des Mines et directeur des travaux des Houillères de Carling (Puits Saint-Max) jusqu'en 1870, membre de la communauté juive de Saint-Avold, père de Louise Laure Marie Bloch, née Lévy (1858-1944), déportée, morte pour la France[12].
- Jean-Paul Marx (1940-2005), succède au poste de Claude Rosenfeld comme hazzan à la synagogue de Saint-Avold jusqu'à son départ pour Bouzonville en 1964, puis en 1973 à Sélestat. Nommé hazzan émérite au cours d'une cérémonie en 2003 en présence du  grand rabbin René Gutman[23].